# Крийд
„Крийд“ (на английски: Creed) е американска рок група, сформирана през 1995 година в Талахаси, Флорида.

## История
Групата се състои от главния вокалист Скот Стап, китариста Марк Тремонти, бас-китариста Брайън Маршал и барабаниста Скот Филипс. „Крийд“ издават два студийни албума, My Own Prison (1997) и Human Clay (1999), а след това Маршал напуска групата през 2000 година. Той е заместен на турнетата от бас-китариста Брет Хестла. Третият албум на „Крийд“, Weathered, излиза през 2001 година, като Марк Тремонти се заема с бас-китарата. Групата се разпада през 2004 г. поради търкания между членовете ѝ. Тремонти, Филипс и Маршал основават Олтър Бридж, а Стап се насочва към солова кариера. След месеци спекулации „Крийд“ отново се събират през 2009 година, за да направят турне, както и новия албум Full Circle. В началото на 2012 година групата пак се събира за ново турне и нов албум.
„Крийд“ добива популярност в края на 90-те и началото на 21 век. Три последователни албума придобиват платинен статут, като един от тях става диамантен, с продажби от над 28 млн. бройки в САЩ, и над 40 млн. албума по света; така те стават 9-ите най-продавани музикални дейци от първото десетилетие на 21 век. Групата е една от предводителите на пост-грънджа от края на 90-те и началото на 21 век, както и един от съставите с най-голям търговски успех. Билборд определя „Крийд“ като 18-ия най-добър състав/изпълнител на първото десетилетие на 21 век.